# Aleksandr Meller-Zakomelski
Aleksandr Władimirowicz Meller-Zakomelski, ros. Александр Владимирович Меллер-Закомельский (ur. w 1898 r., zm. 5 maja 1977 r. w Barcelonie) – rosyjski emigracyjny działacz faszystowski, wydawca, publicysta i pisarz.

## Życiorys
Pochodził z rodu zrusyfikowanych niemieckich baronów. Ukończył Korpus Paziów. Uczestniczył w latach 1918–1920 w wojnie domowej w Rosji. Służył w wojskach Białych, dochodząc do stopnia sztabsrotmistrza w gwardyjskim pułku kawalerii. Był ciężko ranny. Odznaczono go Orderem św. Mikołaja Cudotwórcy. Na emigracji zamieszkał we Francji, a następnie w Niemczech. W latach 20. działał w ruchu euroazjatyckim. W 1927 roku w jego paryskim mieszkaniu odbyła się konferencja euroazjatycka. Od 1933 roku działał w Rosyjskim Wyzwoleńczym Ruchu Ludowym (ROND) o charakterze faszystowskim. Stanął na czele oddziału propagandy ROND. Redagował też gazety partyjne Голос РОНДa i Пробуждение России. Występował najczęściej pod pseudonimem „A. Mielski”. Ponadto prowadził organizowane przez ROND kursy polityczne dla emigracyjnej młodzieży rosyjskiej. Stał się jednym z głównych ideologów rosyjskich faszystów w Niemczech.  Bardzo silnie akcentował hasła antysemickie i antymasońskie w swojej publicystyce. Napisał książkę pt. Евангелист ненависти. Жизнь Карла Маркса. Po reorganizacji ROND na krótko przeszedł do innych ugrupowań faszystowskich Partii Rosyjskich Wyzwolicieli - Rosyjskiego Ruchu Narodowo-Socjalistycznego, a następnie Rosyjsko-Niemieckiego Sztandaru. W 1934 założył Krąg Nauk Kulturalno-Politycznych, zajmujący się bardzo aktywnie propagandą polityczną. W 1937 wstąpił do Rosyjskiego Ruchu Narodowosocjalistycznego (RNSD), obejmując funkcję szefa oddziału propagandy i redaktora miesięcznika Осведомительный Вестник Отдела Пропаганды РНСД. W lipcu 1937 roku podpisał w imieniu Sztabu Głównego RNSD akt o sojuszu z Rosyjskim Związkiem Faszystowskim, co doprowadziło do utworzenia Rosyjskiego Frontu Narodowego. Pod koniec lat 30. opuścił RNSD z powodu „restauracyjno-monarchistycznej” działalności lidera partii Pawła Bermondta-Awałowa. W II poł. lat 30. współpracował blisko z hitlerowskim Antykominternem. W czasie II wojny światowej przygotował na rzecz Niemców materiały agitacyjne dla żołnierzy kolaboracyjnych oddziałów wojskowych. Prowadził też dalej swoją działalność publicystyczno-pisarską. W 1942 roku napisał książkę pt. У истоков великой ненависти. Очерки по еврейскому вопросу. Po zakończeniu wojny wyjechał do frankistowskiej Hiszpanii.